# CK STYLE
『CK STYLE』は、C&Kの3枚目のインディーズミニアルバムである。2010年2月17日に発売。発売元はVillage Again Association

## 収録曲
1. 春と君のシンフォニー 
リードトラック
2. 太陽
3. 笑えや歌えや
4. GET@LADY
5. RICH☆MAN (JARISEN×JARIJARI)
インディーズ2ndミニアルバム『CKTV』収録曲「DANCE☆MAN(WOKKY WOKKY×BOGGIE WOGGIE)」の続編。
6. ハレルヤ!!! feat. Metis
7. ダイヤモンド